# Comedii în fond
Comedii în fond este un volum de poezii scris de George Bacovia și apărut în 1936 la București. A fost publicat de Editura „Universală" Alcalay.